# ボンボン島
座標: 北緯1度42分3秒 東経7度24分13秒 / 北緯1.70083度 東経7.40361度
ボンボン島(ボンボンとう、ポルトガル語: Ilhéu Bombom) はサントメ・プリンシペ領の大西洋上の島。

## 概要
ボンボン島はギニア湾上に存在しており、プリンシペ島の北部・ボンボン村北海岸の北に位置している。火山島であり、無人島である。プリンシペ州パグエ県に属する。2つの旅行者用リゾート施設が島内に存在する。1930年には既に無人の小型灯台が設置されていた。
2012年に主島のプリンシペ島とその周辺の島々と共に「プリンシペ島生物圏保護区」に指定された。